# Ла Фе, Жюли Аликс
Леонна-Жюли Аликс де ла Фе (фр. Léonne-Julie Alix de la Fay; 14 декабря 1748 — 14 марта 1826), также известная как Жюлианна Бурнонвиль (фр. Julianne Bournonville) или Мадам Аликс (фр. Madame Alix), — французская балерина и преподавательница танцев. Она сыграла важную роль в развитии Королевского балета Швеции. Леонна-Жюли была сестрой знаменитого артиста балета Антуана Бурнонвиля и тётей Августа Бурнонвиля.

## Биография
Леонна-Жюли Бурнонвиль родилась в Брюсселе (тогдашние Австрийские Нидерланды) 12 декабря 1748 года в семье французских актёров Луи-Амабля Бурнонвиля и Жанны Эдвард, членов театральной труппы Шарля-Симона Фавара.
Она сопровождала своих родителей в Лионе в труппе Новерра в 1759—1760 годах и дебютировала в балете «La Ciaconne» Жана Дюпре во Вьенне в 1765 году. Леонна-Жюли выступала в Мариинском театре в Санкт-Петербурге под руководством Гаспаро Анджиолини, а также в Касселе в 1772—1781 годах.
Леонна-Жюли Бурнонвиль приехала в Швецию в 1782 году, где присоединилась к Королевскому шведскому балету в Королевской шведской опере в Стокгольме. В 1783 году она стала его первой танцовщицей. 8 февраля того же года она вышла замуж за Клода Аликса де ла Фе, французского дантиста королевы Швеции — в отличие от многих других современных ей танцовщиц, которые выходили замуж за мужчин отличной от их профессии, она продолжала активно свою карьеру танцовщицы и после замужества. Леонна-Жюли получила широкую известность как «Мадам Аликс».
Последнее её выступление состоялось в 1798 году, в опере «Кора и Алонсо» (швед. Cora och Alonzo), и ей была предоставлена пенсия на всю оставшуюся жизнь при условии, что она будет продолжать активно работать в качестве преподавательницы танцев. Так или иначе, она занималась этим множество лет, обучая студентов исполнять балет-пантомиму так же, как Анн Мари Милан Дегийон, которая учила студентов исполнять детские пьесы, и де ла Фе продолжила её дело после ухода её на пенсию.
Леонна-Жюли Аликс де ла Фе умерла в Стокгольме в 1826 году, в возрасте 77 лет.